# Colloquio con le ombre
Colloquio con le ombre è una raccolta di racconti di Carlo Cassola pubblicata da Rizzoli nel 1982.
L'opera raccoglie sette racconti. I racconti Una vita e Il leone fuggito erano in realtà già stati pubblicati precedentemente, ma sono stati comunque inseriti nella raccolta. Il primo risale addirittura al 1965 ed era stato in origine inserito in un'antologia del Campiello nel 1967; il secondo era stato pubblicato l'anno prima (1981) da Pananti di Firenze in un'edizione speciale fuori commercio di 150 esemplari numerati.

## Racconti
I sette racconti che compongono il libro sono accomunati dal narrare storie di gente semplice, abitudinaria, di quelle persone che vivono quotidianamente la vita senza fermarsi a riflettere.
- Colloquio con le ombre
- Il leone fuggito
- Il coleottero
- La morte del figlio di Gostino
- Al caffè
- Vieri
- Una vita

## La critica
Scrive Renato Bertacchini che sono proprio queste persone semplici le «ombre» alle quali si riferisce il titolo, questi «personaggi oscuri e vitali, intenti a trascorrere le loro giornate tra Cecina e Marina, accresciuti se mai e dolorosamente garantiti nei loro istinti e movimenti di "semplice vita" dal presagio della morte.»

## Edizioni
- Carlo Cassola, Colloquio con le ombre, Milano, Rizzoli, 1982.